# Allylprodin

Allylprodin är en kemisk förening med summaformeln C18H25NO2. Ämnet används som anestetikum och tillhör gruppen opioider. Allylprodin har omvänd stereokemi till prodin: där cis-isomeren (betaprodin) är den potentaste för prodin är det trans-isomeren för allylprodin som är potentast. Trans-isomeren av allylprodin är mer potent än betaprodin.
Preparatet är narkotikaklassat och ingår i förteckning N I i 1961 års allmänna narkotikakonvention, samt i förteckning II i Sverige.

## Identifikatorer
- ChemSpiderID 30495
- InChI 1/C18H25NO2/c1-4-9-16-14-19(3)13-12-18(16,21-17(20)5-2)15-10-7-6-8-11-15/h4,6-8,10-11,16H,1,5,9,12-14H2,2-3H3
- InChIKey KGYFOSCXVAXULR-UHFFFAOYAP
- PubChem 32938